# 井阪祐子
井阪 祐子（いさか ゆうこ、本名同じ、6月22日 - ）は日本のモデル・タレント。 有限会社パートナーズ・プロ所属。
大阪府大阪市出身。血液型はO型。身長は154cm、大阪学院大学経営学部卒業。

## 人物・来歴
- 趣味：釣り、カラオケ、スノーボード
- 特技：バトントワリング、トランポリン
- 妹が1人いる（本人のブログより）。
- 2013年12月、一般男性と結婚、ハワイで挙式。
- 2015年5月12日、女児を出産[1]。

## 出演

### テレビ
- とことん エギパラダイス（スカパー!　釣りビジョン）
- 大阪釣～リズム（釣りビジョン）
- ゆうこおねぃさんのひとりでできるもん（釣りビジョン）

他

### ラジオ
- 笑い飯の金曜お楽しみアワー（MBSラジオ）